# Ša'arej Cedek
Ša'arej Cedek (hebrejsky: שערי צדק, doslova Brány spravedlivých) je městská čtvrť v centrální části Jeruzaléma v Izraeli.

## Geografie
Leží v nadmořské výšce cca 800 metrů cca 2 kilometry severozápadně od Starého Města, v centrální části Západního Jeruzaléma (Lev ha-Ir). Na severu hraničí se čtvrtí Mekor Baruch, na severovýchodě s čtvrtí Ruchama, na jihu s Machane Jehuda. Rozkládá se poblíž ulice Rechov Navon, nedaleko od třídy Derech Jafo. Populace čtvrti je židovská.

## Dějiny
Vznikla v roce 1889 jako tehdy nejzápadnější židovské předměstí vně hradeb Jeruzaléma. Šlo o součást hnutí Útěk z hradeb. Její jméno je odvozeno od biblického citátu z Knihy Žalmů 118,19: „Brány spravedlnosti mi otevřete, vejdu jimi vzdávat chválu Hospodinu“ V roce 1938 zde žilo 300 lidí. V roce 1902 vyrostla naproti této čtvrti, na Derech Jafo, budova nemocnice Ša'arej Cedek (později přenesena do dnešního areálu v jihozápadním Jeruzalému).